# 科学的発見の論理
『科学的発見の論理』（かがくてきはっけんのろんり、独: Logik der Forschung）はカール・ポパーの1934年の著書。本書はもともとドイツ語で書かれたのだが、何年かのちにポパー自身によって英語で再執筆され、1959年に『The Logic of Scientific Discovery』として出版された。主要な著書がこのようにして二つの言語で公表されるのはまれなことなのだが、他の人によって翻訳されることなくどちらも著者によって書かれた。ピーター・メダワーは本書のことを「20世紀の最も重要な著書の一つ」だと言った。本書の中でポパーは、科学は反証に基づいた方法を採用するべきだ、どうしてかと言ったら、 実験が理論を証明できたことはかつて一度もなかったが、たった一つの実験が理論を反駁するということならありうるからだ、と論じた。ポパーは、経験的理論は反証可能性によって特徴づけられると考えた。

## 和訳書
- 「科学的発見の論理 上」、カール・ライムント・ポパー (著), 大内義一 (訳), 森博 (訳)、恒星社厚生閣、ISBN 978-4769902546　(1971年)。
- 「科学的発見の論理 下」、カール・ライムント・ポパー (著), 大内義一 (訳), 森博 (訳)、恒星社厚生閣、ISBN 978-4769902553　(1972年7月)。